# 韦正 (导演)
韦正（1982年12月25日—），男，上海人，中国编导、导演、制片人，2006年加盟高格文化传播任导演兼制作总监，代表作《爱情公寓》、《我的太阳》等。

## 出道背景
韦正于2000年毕业于上海市实验学校。2004年毕业于上海交通大学媒体设计学院电影电视系专业本科，师从国家一级演员李志良和上音著名钢琴教育家姚志军教授。曾先后加盟东方电影频道和美国派拉维国际传媒公司担任编导、导演、制片人。

## 作品

### 电影
- 《爱情谜语》（2004年）编剧/导演 华语大学生DV大赛 最佳编剧 获奖作品。
- 《我的太阳》（2004年） 编剧/导演 华语大学生DV大赛 最佳编剧 获奖作品。
- 《逆转流星》（2007年） 导演 第十五届北京大学生电影节 最佳喜剧片 获奖作品。

### 电视剧
- 《爱情公寓第一季》（2009年） 导演。
- 《爱情公寓外传》（2010年）导演。
- 《爱情公寓第二季》（2011年） 导演。
- 《爱情公寓第三季》（2012年） 导演。
- 《爱情公寓第四季》（2014年） 导演。
- 《爱情公寓第五季》（2020年） 导演、编剧。
- 《破事精英》（2022年） 导演、编剧。
- 《破事精英第二季》（2023年）导演、编剧。

## 外部連結
- 韦正的新浪微博